# Ludwig Thienemann
Friedrich August Ludwig Thienemann (* 22. Dezember 1793 in Gleina; † 24. Juni 1858 in Trachenberge) war ein deutscher Mediziner und Ornithologe. Berühmt war er für seine Bilder zur Bestimmung von Vogeleiern.

## Leben
Thienemann studierte Medizin an der Universität Leipzig. Nach der Promotion zum Dr. med. ließ er sich als praktischer Arzt in Leipzig nieder. Aus zoologischem Interesse unternahm er 1820 mit Gustav Biedermann Günther eine anderthalbjährige Reise nach Island und Norwegen. Sie weckte seine Begeisterung für die Vogelkunde.
Nach seiner Rückkehr habilitierte er sich in Leipzig. Er hielt zoologische Vorlesungen und widmete sich besonders der Oologie. 1824 wurde er zum Vizeinspektor des Dresdner Naturalienkabinetts ernannt. Ab 1839 war er auch Bibliothekar des Kabinetts. Da er mit dem Bibliotheksdirektor Ludwig Reichenbach nicht auskam, legte er 1842 die Stelle nieder. In private ornithologische Forschungen zurückgezogen, starb er im 65. Lebensjahr. Sein wertvolles Naturalienkabinett bestand aus 2000 Nestern und 5000 Vogeleiern mit 1200 Arten.

## Ehrungen
1838 wurde er in die Deutsche Akademie der Naturforscher Leopoldina aufgenommen.

## Schriften
- mit Christian Ludwig Brehm und Georg August Wilhelm Thienemann: Systematische Darstellung der Fortpflanzung der Vögel Europas, 5 Abteilungen mit 28 illuminierten Kupfertafeln, 1825–1838[4]
- Fortpflanzungsgeschichte der gesamten Vögel nach dem gegenwärtigen Stande der Wissenschaft. Mit 100 kolorierten Tafeln, 10 Hefte. 1845–1856.
- Rhea, Zeitschrift für die gesamte Ornithologie, 1846 und 1849.